# Petit Albert
Petit Albert és un experiement amb el qual es fa una demostració empírica del procediment de condicionament clàssic realitzat per John B. Watson i la seva col·laboradora Rosalie Rayner, a la Universitat Johns Hopkins.

## Objectius
Segons descriuen Watson i Rayner (1920), els objectius d'aquest experiment eren conèixer si:
1. Pot condicionar-se a un infant perquè tingui por a un animal que apareix simultàniament amb un soroll fort?
2. Es transferirà aquesta por a altres animals o objectes inanimats?
3. Quant de temps persistirà aquesta por? (no se sabrà fins a finalitzar l'experiment).

## Metodologia
Es va seleccionar a un infant sa de nou mesos, Albert, per a l'experiment. Prèviament va ser examinat per a determinar si hi havia una por anterior als objectes que se li presentarien (animals amb pèl), examen que va ser negatiu. Amb tot es va identificar en ell una por als sons forts (com el d'una làmina metàl·lica colpejada amb un martell).
L'experiment es va iniciar quan Albert tenia 11 mesos i tres dies. El disseny era presentar-li un objecte de color blanc i ensems un soroll fort (colpejant una barra darrera del cap del nen). Després de diversos assaigs, el nen va plorar davant la presència d'una rata, i després va mostrar generalització de l'estímul davant blocs, un gos, llana, un abric, etc.
```
EI (soroll) --------→ RI (plor)
|
EC (objecte blanc) -→ RC (plor)
```

No es va arribar a fer una segona fase de l'experiment, que hauria consistit a estudiar la forma de treure la por condicionada. Algunes versions(1) atribueixen aquesta interrupció al fet que la mare, una infermera que treballava a la Llar per a Infants Invàlids Harriet Lane i també a la Phipps Clinic depenent de la Universitat Johns Hopkins, hauria retirat el nen de l'experiment.
Cal dir que actualment un experiment com aquest no es podria portar a terme per ser considerat contrari a l'ètica de l'experimentació científica.